# Sessa Cilento
Sessa Cilento – miejscowość i gmina we Włoszech, w regionie Kampania, w prowincji Salerno.
Według danych na rok 2004 gminę zamieszkiwało 1466 osób, 81,4 os./km².